# Абаза Аркадій Максимович
Арка́дій Макси́мович Абаза́ (30 липня (11 серпня) 1843, с. Свердликово, Суджанський повіт, Курська губернія — 3 січня (16 січня) 1915, Курськ) — російський і український піаніст, композитор, педагог, громадський діяч.

## Життєпис
Навчався в Харківському музичному училищі Російського музичного товариства, в Петербурзькій консерваторії (в Олександра Дрейшока по класу фортепіано та в Камілло Еверарді по класу вокалу). Удосконалював майстерність у Німеччині в Ганса фон Бюлова (фортепіано).
Засновник і директор музичних шкіл у Сумах (1877—1881) та Курську (1882—1915). Викладав гру на фортепіано, спів, теорію музики.
Як член Курської губернської вченої архівної комісії вивчав музичні традиції Курського краю, редагував народні пісні Курської губернії. При активній участі Абази в губернському музеї відкрився музичний відділ, у якому було зібрано всі народні музичні інструменти. Активно співпрацював зі столичною та місцевою пресою, пропагуючи музичну творчість, розповідаючи про великих композиторів, писав музичні рецензії для газети «Курські губернські відомості» (1889—1908).
Поховано в Курську на Херсонському кладовищі.

## Твори
- Понад 30 фортепіанних п'єс.
- «Гимн святым братьям Кириллу и Мефодию» (для чотириголосого хору).
- Понад 20 романсів. Серед них:
  - «Утро туманное» на слова Івана Тургенєва,
  - «То не ветер ветку клонит»,
  - «Одно мне в жизни утешенье»,
  - «Зачем»,
  - «Тебя забыть»,
  - «Мгновенья»,
  - «Не скажу никому».

## Електронні джерела
- Сумська міська рада. Знані земляки
- Курська енциклопедія (російською мовою)
- Гордість землі Курської (російською мовою)